# Cantó de Rémire-Montjoly
El cantó de Rémire-Montjoly és una antiga divisió administrativa francesa situat a la regió d'ultramar de la Guaiana Francesa. Va desaparèixer el 2015.

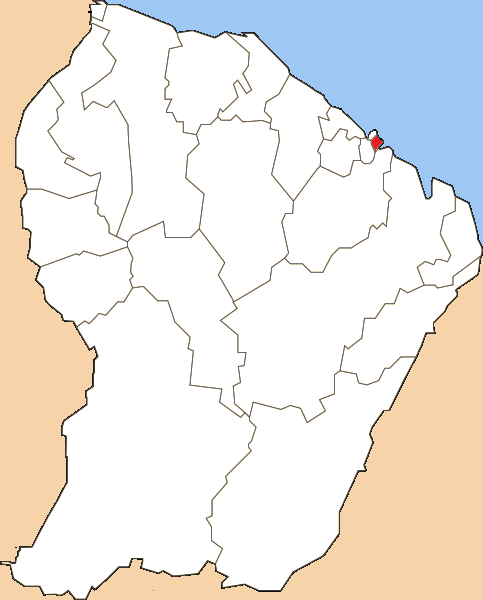
Cantó de Rémire-Montjoly

## Composició
El cantó aplega la comuna de Rémire-Montjoly:
| Data d'elecció                           | Identitat         | Partit        | Qualitat |
| ---------------------------------------- | ----------------- | ------------- | -------- |
| 2004-2015                                | Joseph Ho-Ten-You | Divers gauche |          |
| les dades anteriors no són pas conegudes |                   |               |          |
|                                          |                   |               |          |